# Heliaster canopus
Heliaster canopus is een zeester uit de familie Heliasteridae.
De wetenschappelijke naam van de soort werd in 1875 gepubliceerd door Edmond Perrier.